# Педро Агире Серда
Педро Агире Серда (1879 – 1941) е чилийски политик и президент на Чили (1938 – 1941). По отношение на политическите си възгледи е умерен радикал и по време на своя мандат като президент провежда реформи в образованието.

## Биография
Педро Серда е роден на 6 февруари 1879 година в град Покуро близо до Лос Андес. Той е седмият син в семейството и има 10 братя. Баща му Хуан Баптист се занимава със земеделие. Майка му Клариса овдовява, когато Педро е на 8 години.
Следва в Института по педагогика в Сантяго де Чиле. През 1914 става професор на този институт. От 1904 е адвокат. После учи в Сорбоната. Завръща се в Чили през 1914 и става председател на Националния професорски съюз.
През 1918 е назначен за министър на правосъдието и народното просвещение. Между 1920 – 1924 е министър на вътрешните работи. От 1938 до 1941 е президент на Чили. Умира по време на мандата си в Сантяго де Чили на 25 ноември 1941.

## Президент
По време на кандидат-президентската си кампания призивът му е „Да управляваш значи да образоваш.“ Избран е за президент с мнозинство през 1938, но по това време в Чили има ниска избирателна активност и всъщност по-малко от 5% от чилийския народ гласува за Серда. На жените не е позволено да участват на президентските избори до 1952 г.
Като президент Агире Серда защитава интересите на средната класа. Получава президентското място благодарение на подкрепата на народен фронт, който включва радикали, социалисти и комунисти, както и лявата Конфедерация на чилийските работници.
Програмата на Серда включва мерки за увеличаването на индустриалното производство. Корпорацията за развитие, известна като Корфо, е създадена през 1939, за да ограничи вноса и по този начин да съкрати търговския дефицит като развие индустрията, главно за да произвежда потребителски и други стоки.